# Too Poetic
Anthony Ian Berkeley (15 de noviembre de 1964-15 de julio de 2001), más conocido como Poetic o Too Poetic, fue un cantante de rap y productor estadounidense. También fue uno de los miembros fundadores del grupo de hip hop Gravediggaz, donde usó el alias Grym Reaper.

## Primeros años
El hijo mayor de un pastor, Poetic nació en Trinidad y Tobago y fue criado in la sección Wyandanch de Long Island, Nueva York. Después de formar su primer grupo de hip hop, Brothers Grym, con sus hermanos menores Brainstorm y E Sharp en 1989. Sharp manejó parte de las tareas de producción, mientras que Poetic y Brainstorm proveyeron las letras. Se hicieron un nombre en el underground con su primer demo oficial, que incluía grabaciones notables como "Circle-Circle-Dot-Dot" y "GRYMnastics." Justo cuando el grupo estaba cerca de lograr firmar un acuerdo discográfico, Brainstorm decidió sorpresivamente abandonar la música rap y obligó a Poetic seguir una carrera en solo y sacar un sencillo de 12 pulgadas, Poetical Terror/God Make Me Funky, en 1989 en Tommy Boy/Warner Bros. Records. Sin embargo, su trató con Tommy Boy fracasó antes de la salida de su primer álbum, y Poetic pasó por tiempos difíciles, incluyendo un periodo de desamparo viviendo sin hogar.

## Gravediggaz
Poetic después se unió a RZA del Wu-Tang Clan, a Prince Paul, ex De La Soul y productor de Stetsasonic, y Frukwan de Stetsasonic en el supergrupo de hip hop Gravediggaz.
Cada miembro adoptó un seudónimo, y Poetic pasó a ser conocido como el Grym Reaper, siendo Grym un acrónimo para Ghetto-Repaires Young Mind, también haciendo referencia a su primer grupo. Se afirmó que este cambió de estilo fue adoptado por su breve periodo de desamparo, según dijo su ex DJ Koas en una entrevista: "Se quedó sin hogar y eso realmente lo afectó. Tocó fondo y eso te abre los ojos para ir realmente profundo, y ahí es cuando él se volvió tan oscuro. Supongo que te vuelve fuerte querer algo con tanta fuerza. Tommy Boy básicamente sacudió a mucha gente." Esto demostró ser un cambió impresionante, cuando su estilo de rima fuera de ritmo ganó atención cuando el primer álbum del grupo 6 Feet Deep (publicado en 1994, también conocido por su título original Niggamortis afuera de los Estados Unidos), acumulara críticas positivas al igual que buenas ventas.
Después de que el segundo álbum del grupo, the Pick, the Sickle and the Shovel, fuera publicado en 1997, The RZA y Prince Paul decidieron dejar Gravediggaz, dejando a Frukwan y Poetic como los únicos miembros restantes. Durante este tiempo, el estilo de rima de Anthony había madurado más, y ya no sonaba loco. Más tarde mostró este nuevo estilo en su sencillo de 1998 Savior, que fue producido por el productor británico Baby J. La canción era más diferente a su material relacionado con Gravediggaz, ya que en sus rimas relataba cuanto detestaba la música hip hop establecida en general.
En abril de 1999, Anthony sufrió un colapso en el estudio de su casa con dolores estomacales y fue posteriormente diagnosticado con cáncer al colon. Quedándole solo cuatro meses de vida, Poetic de todos modos continuó en la lucha contra el cáncer a pesar de rehusarse inicialmente a la quimioterapia a favor de una dieta a base de hierbas y jugo fresco. Él empezó el tratamiento, aunque el cáncer ya había hecho metástasis de su colon a sus pulmones. El apoyo financiero vino tanto de sus fanes como de otros artistas, incluso de personas poco esperadas como Warren G. No obstante, Poetic se sintió "realmente decepcionado en The RZA, hasta el punto de sentirse herido", ya que no lo contactó ni visitó durante este tiempo.
Durante este periodo, el colaboró con Maxim Reality de The Prodigy y Last Emperor bajo el nombre de Tony Titanium (dado a él por Frukwan porque el metal titanio era "tan duro como la voluntad de Poetic de vivir", y como una referencia a la válvula de titanio en su pecho por la que recibía su quimioterapia) y bajo su nombre original Too Poetic, mientras continuaba trabajando en el tercer álbum de Gravediggaz. La posterior publicación Nightmare in A-Minor, fue el trabajo más oscuro que el grupo había hecho hasta el momento. Hace muchas referencias al cáncer de Poetic, probablemente más notables en la canción "Burn, Baby, Burn" y en la canción de Last Emperor "One Life", que detallaba exhaustivamente su dura batalla contra la enfermedad.
Recientemente, una entrevista realizada con el ex DJ de Poetic, Freddie "Kaos" Coz, en donde el DJ discutía la temprana carrera del rapero, y un álbum que no salió al mercado de Poetic previo a que se uniera a Gravediggaz titulado Drop Signal (que debió ser su álbum debut en Tommy Boy, antes de que el trato con el grupo fracasara) ha salido a la luz en internet, que incluye 14 temas.

## Muerte
Poetic falleció de cáncer al colon el 15 de julio de 2001, a las 1:45pm EST en el Cedars-Sinai Medical Cente en Los Ángeles, California, cinco semanas antes de la fecha en que saldría al mercado Nightmare in A´Minor. Había sobrevivido dos años y medio más del diagnóstico inicial de tan solo cuatro meses. Tributos vinieron rápidamente a través del mundo del hip hop, tanto a través de músicos como Chuck D de Public Enemy, quien escribió un artículo como tributo a él en su sección de comentarios Welcome To The Terrordome en el sitio web del grupo, como de críticos, quienes ampliamente escribieron sobre como lamentban la pérdida de su talento.
Un servicio funerario íntimo fue realizado para él en la Riverside Church en Harlem el 4 de agosto de 2001, donde asistieron familiares y amigos cercanos, incluyendo sus compañeros de banda Frukwan y Prince Paul. Su familia estableció una organization sin fines de lucro llamada Life Goes On Foundation en su honor para recaudar dinero para cuentas médicas cercanas a los 100.000 dólares americanos y concientizar sobre enfermedades debilitadoras.
Nightmare in A-Minor fue inicialmente sacada al mercado por Echo Distribution el 23 de agosto de 2001. Salió nuevamente al mercado sin la canción "Better Wake Up" en Empire Musicwerks/BMG en el 2002 con una crítica aprobación. De acuerdo a Frukwan, un nuevo álbum será publicado usando material sobrante de Poetic.
Sobreviven tras la muerte de Poetic sus padres John y Ela Berkeley, su hermana Dawne Gray, sus hermanos Richard, Joel y Edward Berkeley, su cuñado, Keith Gray, su hija Qidinah Berkely, su única sobrina Courtney Gray y su esposa, DeeDee Hill-Berkeley.

## Discografía

### Sencillos
- 1989 "Poetical Terror / God Made Me Funky"

## Álbumes
- 1989 "Drop Signal" (unreleased)

### Apariciones
Sólo vocales a menos de que se mencioné algo más en las notas.
- 1994 6 Feet Deep/Niggamortis (álbum por Gravediggaz)
- 1997 The Pick, The Sickle And The Shovel (álbum por Gravediggaz; vocales y producción)
- 1998 "Savior" (del álbum de Baby J Baby J Presents The Birth)
- 2000 "Worldwide Syndicate" (del álbum de Maxim Reality Hell's Kitchen)
- 2001 Better Days (álbum por Liquid Ltd. (de Bran Van 3000); vocales y producción)
- 2001 Nightmare In A-Minor (álbum por Gravediggaz; vocales y producción)
- 2001 "We Run Shit (con Frukwan)" (from the DJ Honda hIII)
- 2003 "One Life" (del álbum de The Last Emperor Music, Magic, Myth)
- 2003 "Ghetto Apostles" (del álbum de Shabazz the Disciple The Book of Shabazz (Hidden Scrollz))